# Йоана Чуте
Йоана Сьюта (румунською: Ioana Ciută) — румунська екологічна активістка, журналістка та координаторка енергетичних кампаній CEE Bankwatch Network.

## Професійна кар'єра
Йоана Сіута живе в Бухаресті, 2014 року приєдналася до CEE Bankwatch Network як координаторка кампанії «Балкани без вугілля». Це глобальна мережа, що працює в Центральній та Східній Європі. Вона одна з найбільших мереж екологічних неурядових організацій у цій країні. Активістки намагалися перешкоджати будівництву нових вугільних шахт на Західних Балканах. Сіута ще до свого приєднання до Bankwatch, висвітлювала розвиток ядерної енергетики в Румунії та Болгарії. Вона уважно стежила за міжнародними переговорами з питань глобального потепління. Має диплом журналіста. Проте її екологічна активність задовго передувала її журналістській діяльності.

## Ролі в міжнародній політиці
Йоана Сіута будує тісні стосунки зі своїми групами активістів, а також партнерами проєкту з різних країн, включаючи Сербію, Боснію та Герцеговину, Чорногорію та Македонію . Вона підтримувала колег у їх національних кампаніях. Крім того, вона також підтримала їх у боротьбі за посилення екологічної регіональної політики.